# Waltham Automobile Company

Waltham 6 HP

Die Waltham Automobile Company ist ein ehemaliger und kurzlebiger US-amerikanischer Hersteller von Dampfwagen. Verbindungen sind weder zur American Waltham Automobile Company (Dampfwagen der Marken American Waltham Steam) noch zur Waltham Watch Company (Uhren der Marke Waltham Watch) bekannt.

## Vorgeschichte
John W. Piper und George M. Tinker waren Angestellte der Waltham Manufacturing Company in Waltham (Massachusetts); Tinker hatte zuvor für den Konkurrenten Comet ein Kugellager entwickelt. Der Geschäftsführer des Unternehmens, Charles Herman Metz, stellte ihnen 1898 Raum zur Verfügung, damit sie einen leichten Dampf-Buggy bauen konnten. Dieser wurde im gleichen Jahr fertiggestellt und Waltham genannt. Das Fahrzeug hatte eine 3-bhp-(2,24-kW)-Zweikolben-Dampfmaschine, die vorwärts oder rückwärts laufen konnte. Sie wog nur 50 lbs (22,68 kg), der Kondensator aus Kupfer 110 lbs (49,9 kg). Das komplette Fahrzeug war mit 600 lbs (272 kg) sehr leicht. Gelenkt wurde mittels senkrecht stehendem Hebel. Das Fahrzeug hatte Drahtspeichenräder. Piper und Tinker stellten ihren Dampf-Buggy 1898 an der Boston Automobile Show aus.
Zwei weitere Dampfwagen folgten unter der Marke Piper & Tinker. Auf Wunsch des größten Kapitalgebers der Waltham Manufacturing bauten sie außerdem ein leichtes Elektroauto mit einem General-Electric-Motor und einem Radstand von 1524 mm (60 Zoll). Dieser Prototyp wurde als Orient Electric an der New York Cycle & Automobile Show 1899 gezeigt, aber weder von Waltham Manufacturing noch von den beiden Erbauern weiterverfolgt.

## Beschreibung
Anfang 1900 verließen Piper und Tinker im Einvernehmen mit Metz die Waltham Manufacturing Company und machten sich an der Newton Street 130–136 am Ort selbständig. Ihre Waltham Automobile Company produzierte hier bis 1902 (nach anderer Quelle: 1903) eine unbekannte Stückzahl des Waltham Stanhope mit Victoria-Verdeck (heute bekannter als Kinderwagen-Verdeck). Dies war eine Weiterentwicklung des Buggys. Der Verkaufspreis betrug moderate US$ 750. Eine Quelle nennt zudem eine viersitzige Vis-à-vis-Version, bei welcher die Passagiere mit dem Rücken zur Fahrtrichtung sitzen.
Am 6. Februar 1901 erschien ein Bericht in der Waltham Free Press Tribune über eine Fahrt, welche ein Reporter in einem Piper-&-Tinker-Dampfwagen mitmachen durfte. Zuvor hatte es heftig geschneit und das Fahrzeug musste durch 15–30 cm starken Schnee um einen liegen gebliebenen Transportkarren herumfahren. Es sei eine Geschwindigkeit um 15 km/h (9 mph) erreicht worden. Sofern zutreffend, war das unter diesen Verhältnissen eine beachtliche Leistung.
Der Waltham war für kurze Zeit auch als American Steam bekannt.
Ein Exemplar existiert noch.

## Anmerkung
In Waltham waren um die Wende zum 20. Jahrhundert nicht weniger als vier Hersteller mit dem Bau von Dampfwagen beschäftigt. Einer von ihnen war die hier beschriebene Waltham Automobile Company. Ferner gab es die New England Motor Carriage Company, die Stanton Manufacturing Company und die American Waltham Manufacturing Company. Die unterschiedlichen Bezeichnungen der Waltham Automobile Company führen gelegentlich zu Verwechslungen mit den Fahrzeugen des letztgenannten Unternehmens, die als American Waltham Steam bekannt waren. Im unten erwähnten Werk von G. N. Georgano (Hrsg.): Complete Encyclopedia of Motorcars, 1885 to the Present, ist es offenbar zu einer solchen Verwechslung gekommen.